# Jole Santelli
Pour les articles homonymes, voir Santelli.
Jole Santelli (prononciation : /dʒole santelli/) est une femme politique italienne née le 28 décembre 1968 à Cosenza et morte le 15 octobre 2020 dans la même ville. Elle est membre du parti de centre droit Forza Italia et présidente de la région Calabre en 2020.

## Biographie

### Vie professionnelle
Après avoir obtenu son diplôme en droit à l'université de Rome « La Sapienza », Jole Santelli devient avocate.

### Députée et secrétaire d'État
Elle rejoint le parti de centre droit de Silvio Berlusconi, Forza Italia, et est élue pour la première fois à la Chambre des députés lors des élections législatives de 2001. 
De 2001 à 2006, Jole Santelli est sous-secrétaire au ministère de la Justice dans les cabinets Berlusconi II et III. Elle est réélue à la Chambre des députés lors des élections de 2008 et de 2013. De mai à décembre 2013, elle est sous-secrétaire au ministère du Travail au sein du cabinet Letta, jusqu'à ce que Forza Italia retire son soutien au gouvernement.  
À partir de 2013, Jole Santelli est la coordonnatrice régionale de Forza Italia en Calabre et adjointe au maire de Cosenza de 2016 à 2019. Aux élections générales de 2018, elle est à nouveau élue à la Chambre des députés.

### Présidente de la Calabre
En décembre 2019, elle est désignée comme candidate de centre-droit à la présidence de la Calabre pour les élections régionales de 2020.
Le 26 janvier 2020, elle remporte l'élection à la présidence de la Calabre en obtenant 55,3 % des voix, contre 30,1 % pour son principal adversaire, Filippo Callipo, candidat de centre gauche.
Le 15 octobre 2020, elle meurt pendant la nuit à son domicile à l'âge de 51 ans, des suites d'un cancer.